# Ronde van Italië 2020/Eenentwintigste etappe
De eenentwintigste etappe van de Ronde van Italië 2020 werd verreden op 25 oktober tussen Cernusco sul Naviglio en Milaan. In deze tijdrit werd de strijd beslist tussen Tao Geoghegan Hart en Jai Hindley, die tot dan toe gelijk stonden in het klassement.
| Cernusco sul Naviglio – Milaan (15,7 km) |                    |                       |        |
| Plaats                                   | Naam               | Ploeg                 | Tijd   |
| 1                                        | Filippo Ganna      | Team INEOS Grenadiers | 17'16" |
| 2                                        | Victor Campenaerts | NTT Pro Cycling       | + 32"  |
| 3                                        | Rohan Dennis       | Team INEOS Grenadiers | z.t.   |
| 4                                        | João Almeida       | Deceuninck–Quick-Step | + 41"  |
| 5                                        | Miles Scotson      | Groupama-FDJ          | z.t.   |
| 6                                        | Josef Černý        | CCC Team              | + 44"  |
| 7                                        | Chad Haga          | Team Sunweb           | z.t.   |
| 8                                        | Brandon McNulty    | UAE Team Emirates     | + 46"  |
| 9                                        | Kamil Gradek       | CCC Team              | + 47"  |
| 10                                       | Jan Tratnik        | Bahrain McLaren       | z.t.   |
|                                          |                    |                       |        |
| 11                                       | Wilco Kelderman    | Team Sunweb           | + 55"  |

| Algemeen klassement |                     |                       |            |
| Plaats              | Naam                | Ploeg                 | Tijd       |
| Roze trui           | Tao Geoghegan Hart  | Team INEOS Grenadiers | 85u40'21"  |
| 2                   | Jai Hindley         | Team Sunweb           | + 39"      |
| 3                   | Wilco Kelderman     | Team Sunweb           | + 1'29"    |
| 4                   | João Almeida        | Deceuninck–Quick-Step | + 2'57"    |
| 5                   | Peio Bilbao         | Bahrain McLaren       | + 3'09"    |
| 6                   | Jakob Fuglsang      | Astana Pro Team       | + 7'02"    |
| 7                   | Vincenzo Nibali     | Trek-Segafredo        | + 8'15"    |
| 8                   | Patrick Konrad      | BORA-hansgrohe        | + 8'42"    |
| 9                   | Fausto Masnada      | Deceuninck–Quick-Step | + 9'57"    |
| 10                  | Hermann Pernsteiner | Bahrain McLaren       | + 11'05"   |
|                     |                     |                       |            |
| 28                  | Pieter Serry        | Deceuninck–Quick-Step | + 1u30'54" |

## Opgaves
1e etappe ·
2e etappe ·
3e etappe ·
4e etappe ·
5e etappe ·
6e etappe ·
7e etappe ·
8e etappe ·
9e etappe ·
10e etappe ·
11e etappe ·
12e etappe ·
13e etappe ·
14e etappe ·
15e etappe ·
16e etappe ·
17e etappe ·
18e etappe ·
19e etappe ·
20e etappe ·
21e etappe
Startlijst · Eindstanden · Afbeeldingen